# Jakub Kopf
Jakub Kopf, né le 13 mars 1915, à Cracovie, en Pologne et décédé le 2 juin 1983, à Cracovie, en Pologne est un ancien joueur polonais de basket-ball.